# Poker en 2005
Cet article résume les événements liés au monde du poker en 2005.

## Tournois majeurs

### World Series of Poker 2005
Il s'agit de la première édition se déroulant au Rio All Suite Hotel and Casino, à l'exception de la table finale du Main Event, disputée pour la dernière fois au Binion's Horseshoe.
Joe Hachem remporte le Main Event.

### World Poker Tour Saison 3
| Étape                                | Vainqueur        |
| ------------------------------------ | ---------------- |
| PokerStars Caribbean Poker Adventure | John Gale        |
| World Poker Open                     | Johnny Stolzmann |
| L.A. Poker Classic                   | Michael Mizrachi |
| Bay 101 Shooting Star                | Danny Nguyen     |
| Party Poker Million                  | Maciek Gracz     |
| World Poker Challenge                | Arnold Spee      |
| WPT Championship                     | Tuan Le          |

### World Poker Tour Saison 4
| Étape                                           | Vainqueur       |
| ----------------------------------------------- | --------------- |
| Mirage Poker Showdown                           | Gavin Smith     |
| Grand Prix de Paris                             | Roland de Wolfe |
| Legends of Poker                                | Alex Kahaner    |
| Borgata Poker Open                              | Al Ardebili     |
| Ultimate Poker Classic                          | Freddy Deeb     |
| Doyle Brunson North American Poker Championship | Minh Ly         |
| World Poker Finals                              | Nick Schulman   |
| Five Diamond World Poker Classic                | Rehne Pedersen  |

### European Poker Tour Saison 1
| Étape       | Vainqueur        |
| ----------- | ---------------- |
| Copenhague  | Noah Boeken      |
| Deauville   | Brandon Schaefer |
| Vienne      | Pascal Perrault  |
| Monte-Carlo | Rob Hollink      |

### European Poker Tour Saison 2
| Étape     | Vainqueur       |
| --------- | --------------- |
| Barcelone | Jan Boubli      |
| Londres   | Mark Teltscher  |
| Baden     | Patrik Antonius |
| Dublin    | Mats Gavatin    |

### Crown Australian Poker Championships 2005
Jamil Dia remporte le Main Event.

## Poker Hall of Fame
Jack Binion et Crandell Addington sont intronisés.